# 4611 Vulkaneifel
4611 Vulkaneifel eller 1989 GR6 är en asteroid i huvudbältet som upptäcktes den 5 april 1989 av den tyske astronomen Michael Geffert vid La Silla-observatoriet. Den är uppkallad efter Vulkaneifel i Tyskland.
Asteroiden har en diameter på ungefär 11 kilometer och den tillhör asteroidgruppen Eunomia.